# Gajan (Arieja)
Gajan és un municipi francès, situat a la regió d'Occitània, departament de l'Arieja. El 2021 tenia 320 habitants.